# Championnat d'Europe féminin de water-polo 2020
Navigation
Barcelone 2018 Split 2022
Le Championnat d'Europe féminin de water-polo 2020 est la dix-huitième édition du Championnat d'Europe féminin de water-polo, compétition organisée par la Ligue européenne de natation (LEN) et rassemblant les meilleures équipes féminines européennes. Il se déroule à la Danube Arena (en) de Budapest, en Hongrie, du 12 au 25 janvier 2020.
La compétition est remportée par l'Espagne qui s'impose en finale face à la Russie

## Acteurs du tournoi

### Équipes qualifiées
12 équipes participent à la compétition, le pays hôte, la  Hongrie (dont l'attribution de l'organisation de la compétition est annoncée le 9 juillet 2016 par la Ligue européenne de natation), les 5 meilleures équipes du Championnat d'Europe 2018, et six équipes issues des qualifications.
| Compétition               | Date                     | Lieu               | Places | Qualifiés                                        |
| ------------------------- | ------------------------ | ------------------ | ------ | ------------------------------------------------ |
| Pays hôte                 | 9 juillet 2016           | -                  | 1      | Hongrie                                          |
| Championnat d'Europe 2018 | du 14 au 27 juillet 2018 | Barcelone, Espagne | 5      | Pays-Bas Grèce Espagne Russie Italie             |
| Qualifications            | du 25 au 26 octobre 2019 | Multiples          | 6      | France Allemagne Serbie Israël Croatie Slovaquie |
| Total                     | -                        | -                  | 12     | -                                                |

## Premier tour

### Groupe A

#### Classement
| Rang | Équipe    | Pts | J | G | N | P | Bp  | Bc | Diff |
| ---- | --------- | --- | - | - | - | - | --- | -- | ---- |
| 1    | Hongrie   | 15  | 5 | 5 | 0 | 0 | 94  | 26 | +68  |
| 2    | Russie    | 12  | 5 | 4 | 0 | 1 | 112 | 21 | +91  |
| 3    | Grèce     | 9   | 5 | 3 | 0 | 2 | 79  | 37 | +42  |
| 4    | Slovaquie | 6   | 5 | 2 | 0 | 3 | 21  | 78 | -57  |
| 5    | Croatie   | 3   | 5 | 1 | 0 | 4 | 26  | 94 | -68  |
| 6    | Serbie    | 0   | 5 | 0 | 0 | 5 | 19  | 95 | -76  |

Légende
- Équipe qualifiée pour les huitièmes de finale
- Équipe qualifiée pour le match pour la 9e place
- Équipe qualifiée pour le match pour la 11e place

### Groupe B

#### Classement
| Rang | Équipe    | Pts | J | G | N | P | Bp | Bc | Diff |
| ---- | --------- | --- | - | - | - | - | -- | -- | ---- |
| 1    | Pays-Bas  | 15  | 5 | 5 | 0 | 0 | 83 | 17 | +66  |
| 2    | Espagne   | 12  | 5 | 4 | 0 | 1 | 74 | 32 | +42  |
| 3    | Italie    | 9   | 5 | 3 | 0 | 2 | 62 | 37 | +25  |
| 4    | France    | 6   | 5 | 2 | 0 | 3 | 40 | 62 | -22  |
| 5    | Israël    | 3   | 5 | 1 | 0 | 4 | 22 | 70 | -48  |
| 6    | Allemagne | 0   | 5 | 0 | 0 | 5 | 19 | 82 | -63  |

Légende
- Équipe qualifiée pour les huitièmes de finale
- Équipe qualifiée pour le match pour la 9e place
- Équipe qualifiée pour le match pour la 11e place

## Phase finale
|  | Quarts de finale | Quarts de finale |            |            | Demi-finales           | Demi-finales           |    |  | Finale     | Finale     |
|  | Quarts de finale | Quarts de finale |            |            | Demi-finales           | Demi-finales           |    |  | Finale     | Finale     |
|  |                  |                  |            |            |                        |                        |    |  |            |            |
|  | 21 janvier       | 21 janvier       |            |            | 23 janvier             | 23 janvier             |    |  | 25 janvier | 25 janvier |
|  | 21 janvier       | 21 janvier       |            |            | 23 janvier             | 23 janvier             |    |  | 25 janvier | 25 janvier |
|  | Hongrie          | 16               |            |            | 23 janvier             | 23 janvier             |    |  | 25 janvier | 25 janvier |
|  | Hongrie          | 16               |            |            | 23 janvier             | 23 janvier             |    |  | 25 janvier | 25 janvier |
|  | France           | 3                |            |            | 23 janvier             | 23 janvier             |    |  | 25 janvier | 25 janvier |
|  | France           | 3                | Hongrie    | 10         |                        |                        |    |  | 25 janvier | 25 janvier |
|  | 21 janvier       |                  | Hongrie    | 10         |                        |                        |    |  | 25 janvier | 25 janvier |
|  |                  | Espagne          | 11         |            |                        |                        |    |  | 25 janvier | 25 janvier |
|  | Grèce            | Espagne          | 11         | 9          |                        |                        |    |  | 25 janvier | 25 janvier |
|  | Grèce            |                  |            | 9          |                        |                        |    |  | 25 janvier | 25 janvier |
|  | Espagne          | 12               |            |            |                        |                        |    |  | 25 janvier | 25 janvier |
|  | Espagne          | 12               | Espagne    | 13         |                        |                        |    |  |            |            |
|  | 21 janvier       |                  | Espagne    | 13         |                        |                        |    |  |            |            |
|  |                  | Russie           | 12         |            |                        |                        |    |  |            |            |
|  | Russie           | Russie           | 12         | 13         |                        |                        |    |  |            |            |
|  | Russie           | 23 janvier       |            | 13         |                        |                        |    |  |            |            |
|  | Italie           | 7                |            |            |                        |                        |    |  |            |            |
|  | Italie           | 7                | Russie     | 11         |                        |                        |    |  |            |            |
|  | 21 janvier       | 21 janvier       | Russie     | 11         | Match pour la 3e place | Match pour la 3e place |    |  |            |            |
|  | 21 janvier       | 21 janvier       |            | Pays-Bas   | Match pour la 3e place | Match pour la 3e place | 10 |  |            |            |
|  | Slovaquie        | 2                | 25 janvier | 25 janvier |                        |                        | 10 |  |            |            |
|  | Slovaquie        | 2                | 25 janvier | 25 janvier |                        |                        |    |  |            |            |
|  | Pays-Bas         | 22               |            | Hongrie    | 10                     |                        |    |  |            |            |
|  | Pays-Bas         | 22               |            | Hongrie    | 10                     |                        |    |  |            |            |
|  |                  |                  |            |            |                        |                        |    |  | Pays-Bas   | 8          |
|  |                  |                  |            |            |                        |                        |    |  | Pays-Bas   | 8          |

## Matchs de classement

### Places 5 à 8
|  | Demi-finales 5e/8e places | Demi-finales 5e/8e places |                 |    | 5e et 6e places | 5e et 6e places |
|  | Demi-finales 5e/8e places | Demi-finales 5e/8e places |                 |    | 5e et 6e places | 5e et 6e places |
|  |                           |                           |                 |    |                 |                 |
|  | 23 janvier                | 23 janvier                |                 |    | 27 janvier      | 27 janvier      |
|  | 23 janvier                | 23 janvier                |                 |    | 27 janvier      | 27 janvier      |
|  | France                    | 3                         |                 |    | 27 janvier      | 27 janvier      |
|  | France                    | 3                         |                 |    | 27 janvier      | 27 janvier      |
|  | Grèce                     | 13                        |                 |    | 27 janvier      | 27 janvier      |
|  | Grèce                     | 13                        | Grèce           | 5  |                 |                 |
|  | 23 janvier                |                           | Grèce           | 5  |                 |                 |
|  |                           | Italie                    | 7               |    |                 |                 |
|  | Italie                    | Italie                    | 7               | 16 |                 |                 |
|  | Italie                    |                           |                 | 16 |                 |                 |
|  | Slovaquie                 | 4                         |                 |    |                 |                 |
|  | Slovaquie                 | 4                         | 7e et 8e places |    |                 |                 |
|  |                           |                           |                 |    |                 |                 |
|  | 27 janvier                |                           |                 |    |                 |                 |
|  |                           |                           |                 |    |                 |                 |
|  | France                    | 17                        |                 |    |                 |                 |
|  | France                    | 17                        |                 |    |                 |                 |
|  | Slovaquie                 | 8                         |                 |    |                 |                 |
|  | Slovaquie                 | 8                         |                 |    |                 |                 |

### Match pour la11eplace
| 21 janvier 2020 | Serbie  | 13 - 15 | Allemagne | Danube Arena (en), Budapest |  |
|                 |         |         |           |                             |  |
|                 | Rapport |         |           |                             |  |

### Match pour la9eplace
| 21 janvier 2020 | Croatie | 7 - 11 | Israël | Danube Arena (en), Budapest |  |
|                 |         |        |        |                             |  |
|                 | Rapport |        |        |                             |  |